# Наркозуев, Уланбек Арсланович
Уланбек Арсланович Наркозуев (26 марта 2003) — российский футболист, играет на позиции нападающего.

## Клубная карьера
В 2019 году выступал в Открытой футбольной лиге Москвы за клуб «Юнион». В 2022 году выступал за киргизский клуб из «Талант» села Беш-Кюнгёй, за который в чемпионате страны в том сезоне провёл 7 матчей, забитыми мячами не отметился. В 2023 году выступал за клуб «ОшГУ-Алдиер», за который в местной Премьер-Лиге в дебютном сезоне провёл 20 матчей и забил 1 гол. 